# Rusztam Asszakalov
Rusztam Asszakalov (Novorosszijszk, 1984. július 13. –) üzbég kötöttfogású birkózó. A 2019-es birkózó-világbajnokságon bronzérmet nyert 87 kg-os súlycsoportban, kötöttfogásban. A 2015-ös birkózó-világbajnokságon ezüstérmet nyert 85 kg-ban. A 2015-ös, 2013-as birkózó Ázsia-bajnokságokon kötöttfogásban, a 85, illetve 84 kg-os súlycsoportban aranyérmet szerzett, a 2018-as és a 2014-es birkózó Ázsia-bajnokságokon kötöttfogásban, a 97, illetve a 85 kg-os súlycsoportokban ezüstérmet szerzett. Részt vett, de nem szerzett érmet a 2016. évi nyári olimpiai játékokon.

## Sportpályafutása
A 2019-es birkózó-világbajnokságon a 87 kilogrammos súlycsoportban bronzérmet szerzett. Ellenfele a kirgiz Atabek Aziszbekov volt, akit 6-2-re legyőzött.